# Троицкое (село, городской округ Клин)
Тро́ицкое — село в Клинском районе Московской области, в составе Городского поселения Высоковск. 

## География
Деревня расположена в центральной части района, в 2 км к юго-западу от окраины города Высоковск, у истока реки Раменки, высота центра над уровнем моря 223 м. Ближайшие населённые пункты — Макшеево на севере и Тихомирово на юго-западе.

## История
До 2006 года Троицкое входило в состав Шипулинского сельского округа.
Постановлением Губернатора Московской области от 25 декабря 2018 года № 673-ПГ категория населённого пункта изменена с «деревня» на «село».

## Население
| 2002 | 2006 | 2010 |
| ---- | ---- | ---- |
| 126  | ↘125 | ↗132 |